# Geoff Brand
Geoff Brand (Christchurch, 14 maggio 1946) è un ex calciatore neozelandese, di ruolo attaccante.

## Carriera e vita

### Vita
Geoff Brand è nato il 14 maggio 1946 a Christchurch, una delle principali città della Nuova Zelanda, e ha vissuto in questa regione per gran parte della sua vita. Non ci sono molte informazioni dettagliate pubblicamente disponibili riguardo alla sua famiglia o a particolari aspetti della sua vita privata, il che suggerisce che abbia mantenuto una certa riservatezza al di fuori del calcio.

### Club
Geoff Brand ha giocato per diversi club in Nuova Zelanda, tra cui:
1. Canterbury United
2. Christchurch United
3. Ha anche fatto parte di altre squadre locali durante la sua carriera.

### Nazionale
Geoff Brand ha fatto parte della Nazionale della Nuova Zelanda durante gli anni '60 e '70, un periodo fondamentale per lo sviluppo del calcio nel paese. Ha rappresentato la Nuova Zelanda in numerose competizioni internazionali, tra cui le qualificazioni per i tornei Campionato Oceaniano e qualificazioni alla Coppa del Mondo FIFA. La sua presenza in nazionale è stata una delle tappe formative nella crescita del calcio in Nuova Zelanda.
Con la maglia della Nazionale ha vinto la Coppa delle nazioni oceaniane 1973.

### Carriera post-calcio
Dopo il ritiro dal calcio professionistico, Brand non ha fatto notizia per eventuali ruoli pubblici di rilievo, sebbene potrebbe essere rimasto attivo a livello locale, magari in ambiti legati al calcio o sportivi. Come molti ex calciatori, potrebbe aver continuato a contribuire alla comunità calcistica attraverso attività di allenamento, coaching o altri ruoli minori nel calcio neozelandese.

## Stile di gioco
Brand era un attaccante di buone capacità fisiche e tecniche, sebbene la sua carriera non sia stata segnato da un numero eccessivo di gol o da successi a livello internazionale. Tuttavia, ha avuto un impatto significativo nel calcio neozelandese durante il periodo in cui ha giocato, e la sua carriera rappresenta una parte della crescita e dello sviluppo del calcio in Nuova Zelanda.

## Palmarès
- Coppa d'Oceania: 1

Nuova Zelanda 1973